# مارسیا فاج
مارسیا فاج (به انگلیسی: Marcia Fudge) وکیل و سیاستمدار آمریکایی است که از مارس ۲۰۲۱ تا مارس ۲۰۲۴ در دولت جو بایدن به‌عنوان  هجدهمین وزیر مسکن و توسعه شهری ایالات متحده آمریکا فعالیت می‌کرد.
وی پیش از این به مدت ۱۳ سال نمایندهٔ حوزه انتخابیه یازدهم اوهایو از حزب دموکرات ایالات متحده آمریکا در مجلس نمایندگان ایالات متحده آمریکا بود و در پی فوت نماینده استفانی توبز جونز با پیروزی در انتخابات ویژه ۱۸ نوامبر ۲۰۰۸ میلادی ،برای نخستین‌بار به‌عضویت این مجلس درآمد.
در تاریخ ۱۰ دسامبر ۲۰۲۰،رئیس جمهور منتخب جو بایدن اعلام کرد که فاج را برای پست وزارت مسکن و توسعه شهری ایالات متحده آمریکا در دولت آتی در نظر گرفته است .
او در ۱۰ مارس ۲۰۲۱ از سنای ایالات متحده با ۶۶ رای موافق و ۳۳ رای مخالف رای اعتماد گرفت و به‌عنوان وزیر مسکن ایالات متحده سوگند یاد کرد.